# (4268) Grebenikov
(4268) Grebenikov est un astéroïde de la ceinture principale.

## Description
(4268) Grebenikov est un astéroïde de la ceinture principale. Il fut découvert le 5 octobre 1972 à Naoutchnyï par Tamara Smirnova. Il présente une orbite caractérisée par un demi-grand axe de 2,64 UA, une excentricité de 0,26 et une inclinaison de 4,2° par rapport à l'écliptique.

## Compléments